# Yoshihito Yoshida
Pour les articles homonymes, voir Yoshida.
Pas d'image ? Cliquez ici

a Compétitions nationales et continentales officielles uniquement.

b Matchs officiels uniquement.
Yoshihito Yoshida (吉田義人, Yoshida Yoshihito), né le 16 février 1969 dans la préfecture d'Akita, est un joueur japonais de rugby à XV évoluant au poste d'ailier.

## Biographie
Natif de la préfecture d'Akita, étudiant à l'université Meiji, il est appelé en équipe nationale dès sa deuxième année universitaire. Le 1er octobre 1988, il obtient sa première cape avec l'équipe du Japon, affront le Oxford University Rugby Football Club. Par la suite, il évolue avec le club du Isetan RFC (ja), club de l'entreprise homonyme Isetan.
Durant sa carrière internationale, il participe à deux éditions de la Coupe du monde de rugby, en 1991 et 1995, et totalise 30 sélections officielles jusqu'en 1996. En 1992, il est appelé dans la sélection internationale du XV mondial, dans le cadre du centenaire de la Fédération néo-zélandaise de rugby, où il est alors le seul représentant japonais du groupe.
En 1999, alors qu'il évolue toujours au Isetan RFC, le club arrête ses activités. Désirant continuer la pratique du rugby mais au niveau professionnel, il est proposé à plusieurs clubs français par l'intermédiaire d'un ressortissant français membre du conseil de direction de la Fédération japonaise de rugby. Parmi les quatre équipes ayant formulé une offre, il réalise une série de tests avec celle de l'US Colomiers ; à leur terme, le club lui propose un contrat professionnel pour la saison 2000-2001 ; Yoshida devient alors le premier joueur professionnel de l'histoire du rugby japonais. Ce statut lui ferme de fait les portes de l'équipe nationale sur décision de la Fédération. Avec le club columérin, il évolue notamment auprès de Fabien Galthié, Marc Dal Maso, Francis Ntamack et Jean-Luc Sadourny qui contribuent à son intégration dans l'équipe.
Après une saison où il totalise un temps de jeu peu élevé, il fait son retour au Japon où le rugby a entre-temps acquis un statut professionnel, intégrant le club de Sanyo Electric lui ayant proposé un contrat ; il joue plus tard avec les Fukuoka Sanix Bombs.
Après avoir pris sa retraite en tant que joueur, il est l'un des fondateurs du Samurai Seven, un club sportif pluridisciplinaire axé sur la pratique du rugby à sept, et exerce également en tant que commentateur sportif.